# Gnaeus Cornelius Lentulus Gaetulicus (Suffektkonsul 55)
Gnaeus Cornelius Lentulus Gaetulicus war ein Politiker und Senator der römischen Kaiserzeit.
Er war ein Sohn des Konsuls des Jahres 26, Gnaeus Cornelius Lentulus Gaetulicus. Im Jahr 55 war er gemeinsam mit Tullius Curtilius Mancia Suffektkonsul.